# Furconthophagus
Furconthophagus là một chi bọ cánh cứng thuộc họ Scarabaeidae, more usually treated as a subchi Onthophagus